# 揚斯科納 (印第安納州)
揚斯科納（英語：Youngs Corner）是位於美國印第安納州富蘭克林縣的一個非建制地區。該地的面積和人口皆未知。